# Portada/article abril 12

## Teorema de la suma de dos quadrats
En matemàtiques, el teorema dels dos quadrats de Fermat enuncia les condicions perquè un nombre enter sigui la suma de dos quadrats d'enters, i precisa de quantes maneres diferents ho pot ser. Aquest resultat de vegades s'anomena simplement teorema dels dos quadrats o també teorema de Fermat de Nadal.
S'inscriu en la llarga història de la representació de nombres com a suma de quadrats que es remunta a l'edat antiga. Fou expressat de forma explícita per Pierre de Fermat al segle xvii, però la primera prova publicada coneguda és l'obra de Leonhard Euler, un segle més tard. La seva demostració no tanca pas els interrogants. En el transcurs dels segles posteriors es proposaren noves proves i diverses generalitzacions. Aquestes contribucions han tingut un paper important en el desenvolupament de la teoria algebraica dels nombres.